# Mistrzostwa Polski w Skokach Narciarskich 1952
27. Mistrzostwa Polski w Skokach Narciarskich – zawody o mistrzostwo Polski w skokach narciarskich, które odbyły się 9 marca 1952 roku na Wielkiej Krokwi w Zakopanem.
W konkursie skoków narciarskich zwyciężył Stanisław Marusarz, srebrny medal zdobył Jakub Węgrzynkiewicz, a brązowy - Jan Kula.

## Wyniki konkursu
| Miejsce | Zawodnik                 | Klub                   | Skok 1 | Skok 2 | Punkty |
| ------- | ------------------------ | ---------------------- | ------ | ------ | ------ |
| 1.      | Stanisław Marusarz       | WKS Zakopane           | 74,0   | 76,0   | 221,0  |
| 2.      | Jakub Węgrzynkiewicz     | Ogniwo Bielsko-Biała   | 71,0   | 74,5   | 212,5  |
| 3.      | Jan Kula                 | WKS Zakopane           | 65,5   | 70,5   | 207,5  |
| 4.      | Leopold Tajner           | Budowlani Goleszów     | 66,5   | 70,0   | 205,0  |
| 5.      | Antoni Wieczorek         | LKS Szczyrk            | 60,0   | 71,0   | 204,5  |
| 6.      | Andrzej Gąsienica Daniel | Wisła-Gwardia Zakopane | 70,5   | 71,5   | 203,5  |
| 7.      | Kazimierz Hoły           | Wisła-Gwardia Zakopane | 82,5   | 70,5   | 191,0  |
| 8.      | Józef Gąsienica Józkowy  | AZS Zakopane           | 67,0   | 66,5   | 187,0  |